# Schwartz' mierlijster
De Schwartz' mierlijster (Chamaeza turdina) is een zangvogel uit de familie Formicariidae (mierlijsters). Eerder werd deze vogel beschouwd als een ondersoort van de roodstaartmierlijster, maar in 1971 ontdekte de Amerikaanse ornitholoog Paul Schwartz (1917-1979) op basis van de zang dat dit een aparte soort moest zijn. 

## Verspreiding en leefgebied
Deze soort komt voor in Colombia en venezuela en telt twee ondersoorten:
- C. t. turdina: centraal Colombia.
- C. t. chionogaster: noordelijk Venezuela.

## Status
De grootte van de populatie is niet gekwantificeerd maar de soort wordt omschreven als vrij algemeen. Op de Rode lijst van de IUCN heeft deze soort de status niet bedreigd.